# Trachelas rayi
Trachelas rayi är en spindelart som beskrevs av Simon 1878. Trachelas rayi ingår i släktet Trachelas och familjen flinkspindlar. Inga underarter finns listade i Catalogue of Life.